# Личковецький замок
Личковецький замок — втрачена оборонна споруда в селі Личківцях Тернопільської области.

## Історія та опис
У XVII ст. Яном Каліновським на високому пагорбі при злитті річок Тайни і Гнилої збудований замок.
Конфігурація повторювала обриси місцевості. Оборонні мури під гострим кутом сходилися над урвищем зі східного боку боронили в'їзна вежа і виконаний глибокий рів XVII століття. Личковецький замок неодноразово руйнували, він втратив оборонне значення і почав занепадати.
1708 року в центрі фортеці споруджено костьол, на будівництво якого використали камінь із замку. Рештки перебудовано на капличку.
У колишньому замковому дворі є два незвичних пам'ятники-фігури — «Тіні померлих душ», пам'ятник Михайлові Заборовському.